# 김홍중 (로봇공학자)
김홍중(1966년 ~ )은 대한민국의 로봇공학자다. 일본 문부성 국비 장학생으로 동경도시대 대학원 석박사 학위과정을 마쳤으며, 초전도체를 이용한 자기부상 리니어 모터에 관한 논문으로 공학박사 학위를 받았다. 초정밀 리니어모터를 생산하는 (주)코베리 대표이사이다.

## 학력
1984년 부산기계공고 졸업

1991년 조선대학교 전기공학과 학사졸업

1994년 동경도시대 전기공학과 석사졸업

1997년 동경도시대 전기공학과 박사졸업

## 경력
1983~1985년 새한미디어

1997년~2009년 일본 히타지 제작소 모터개발 팀장

2010년 (주)코베리 설립

## 특허
히타치 연구소 13년 동안 근무하면서 전세계에 200개 이상의 모터 관련 특허출원

새로운 개념의 초정밀모터를 고안하여 국내 및 국제 특허를 25개 이상 출원

## 수상
2007년 미국 R&D 100 Awards 수상

2020년 과학의 날 기념 정부포상, 훈장(진보장) 수상

## 같이 보기
- 지능형 로봇
- 로봇산업
- 로봇인
- 로봇공학자